# David A. Stewart
David A. Stewart, vanligtvis Dave Stewart, född 9 september 1952 i Sunderland, Tyne and Wear, är en brittisk musiker och låtskrivare. Han är mest känd som medlem i duon Eurythmics tillsammans med Annie Lennox, men har också haft framgångar som soloartist.

## Tiden före Eurythmics
Redan innan Eurythmics slog igenom i början av 1980-talet hade Dave Stewart figurerat i olika musikkonstellationer. 1971 gav han, tillsammans med Brian Harrison, ut singeln "Girl". Den trycktes i en upplaga om 100 exemplar. Därefter var han medlem i bandet Longdancer som gav ut två album på Elton John-etiketten Rocket Record. 1977 släppte Stewart, tillsammans med Annie Lennox och Pete Coombes, singeln "Borderline/Black Blood". De kallade sig själva The Catch. Namnet på gruppen blev dock kortvarigt då man ganska snart bestämde sig för att starta en ny grupp – The Tourists. I denna konstellation ingick även Eddie Chin och Jim 'Do It' Toomey. Gruppen släppte sammanlagt tre album och fick en hit med Dusty Springfields "I only want to be with you". 

## Tiden med Eurythmics
Efter att The Tourists splittrades bestämde Stewart och Lennox att de skulle bilda en egen grupp – Eurythmics.

## Soloprojekten efter Eurythmics
Efter att Eurythmics gjorde ett uppehåll 1989 har Dave Stewart varit involverad i diverse projekt. Han har bland annat släppt två album med en pop/rockgrupp kallad Dave Stewart and the Spiritual Cowboys. "Jack Talking" är gruppens största hit. Han har också haft en grupp vid namn Vegas tillsammans med Terry Hall från bland annat The Specials och Fun Boy Three. Stewart har även släppt två soloalbum – Greetings from the Gutter (1994) med sången Heart of Stone och Sly Fi (1998). 
Dessutom har Dave Stewart arbetat med filmmusik; några exempel är "Lily was here", "Cookies Fortune", "The Ref", "Showgirls", "Crime Time", "Jute City", "No Worries", "Grace of My Heart", "Beautiful Girls", "Jorden runt på 80 dagar" och  "Alfie" (tillsammans med Mick Jagger). Låten "Old Habits Die Hard" från Alfie-soundtracket resulterade i att Stewart och Jagger fick en Golden Globe för bästa filmlåt. 
Stewart är även låtskrivare och producent åt andra artister som exempelvis Bryan Ferry, No Doubt, Sinead O'Connor, Anastacia, Marianne Faithfull, Bob Geldof, Texas, Jon Bon Jovi, Alisha's Attic, Shakespear's Sister, Tatu, Bob Dylan och Mick Jagger. 
Stewart är även regissör. Filmen Honest med Nicole och Natalie Appleton och Melanie Blatt från gruppen All Saints i bärande roller hade premiär i England 2000. Han har även på 1990-talet spelat in kortfilmen Taking Liberties with Mr Simpson. Stewart skrev också musiken till en musikal, Barbarella, som sattes upp i Wien i början av 2000-talet. 
Tillsammans med bland andra Bono från U2 och medlemmar från Queen har Stewart haft en betydelsefull roll i Nelson Mandela-kampanjen 46664. Tillsammans med Paul McCartney spelade Stewart in låten "Whole Life" som ingick i 46664-kampanjen. Hösten 2005 återförenades Stewart och Annie Lennox och släppte singeln "I've Got a Life" (ingår på albumet Ultimate Collection) som nådde placering 14 på singellistan i England. 2006 släppte han, tillsammans med låtskrivaren och producenten Kara DioGuardi, ett album under gruppnamnet Platinum Weird.